# Pasión Morena
Pasión Morena est une telenovela mexicaine diffusée en 2009 par TV Azteca.

## Distribution
- Paola Núñez - Morena Madrigal Rueda Vda. de Salomón / Morena Sirenio Rueda
- Víctor González (es) - Leo Hernández / Fernando Sirenio
- Anette Michel - Emilia Dumore / Casandra Rodríguez de Sirenio / de Negrete
- Fernando Ciangherotti - Aldo Sirenio †
- Ari Telch - Llamita / Flavio Sirenio
- Evangelina Elizondo - Josefina Sirenio
- Alberto Guerra - Ramiro Nergrete "El Diablo" †
- María Renée Prudencio - Elena Sirenio
- Andrea Noli - Silvia Rueda
- Víctor Huggo Martin - Roberto Cárdenas
- Segundo Cernadas - Oscar Salomón †
- Fernando Sarfatti - Isaac Salomón
- José Alonso - Adolfo Rueda †
- Javier Gómez - Lucio Sirenio †
- Juan Valentín - Pedro Hernández
- Amaranta Ruiz - Viviana
- Erika de la Rosa - Isela Terán
- Lambda García - Gustavo "Gus-Gus" Sirenio
- María Fernanda Quiroz - Jazmín
- Alejandro Lukini - Ernesto "Neto" Rodríguez
- Sergio Bonilla - Jesús "Chucho"
- Martín Navarrete - Dr. Fernández
- Antonio Gaona - Ángel
- Marcela Guirado - Georgia Madrigal
- Enrique Muñoz - Julio
- Silvia Santoyo - Luisa
- Mar Carrera - Gloria
- Flavio Peniche - "El Perro" Salazar
- Luis Palmer - "El Güero"
- Juan de Dios Ortiz - Manuel Mendoza